# Euseboides tonkinensis
Euseboides tonkinensis är en skalbaggsart som beskrevs av Stefan von Breuning 1973. Euseboides tonkinensis ingår i släktet Euseboides och familjen långhorningar. Inga underarter finns listade i Catalogue of Life.